# 清水麻璃亜
清水 麻璃亜（しみず まりあ、1997年〈平成9年〉9月29日 - ）は、日本のアイドル、女優であり、女性アイドルグループ・AKB48の元メンバーである。愛称は、まりあ、ぐんまりあ。群馬県出身。 ワイケーエージェント所属。身長159 cm。ぐんま観光特使。群馬県献血推進ガール。

## 来歴
2014年にAKB48チーム8に群馬県代表として加入。2018年4月～2022年3月までチームB兼任。2022年4月よりチームA兼任。2023年8月AKB卒業。AKB48在籍時より、女優として多数の舞台に出演し、現在はドラマのレギュラー出演など映像作品にも活躍の場を広げている。

### 2014年
- 「AKB48 Team 8 全国一斉オーディション」に、群馬県代表として合格[5]。
- 4月、「AKB48 Team8 プロジェクト発表会」で、チーム8のメンバーとしてお披露目[6]。
- 8月、チーム8「PARTYが始まるよ」公演で劇場公演デビュー。

### 2015年
- 3月、大阪府「DRIVING KIDS FES. in OSAKA」に参加[7]。
- 5月、福島県「DRIVING KIDS FES. in 福島」に参加[8]。
- 6月、「そらぷちキッズキャンプ支援　野外音楽フェス　POWER OF LIFE 〜魁〜」に出演[9]。
- 8月、「香港フードエキスポ2015 東日本の美味しい魅力展」PRイベントに参加[10]。
- 10月、東日本大震災復興イベント「ふたばワールド2015 in ならは」に出演[11]。

### 2016年
- 6月、AKB48 CAFE & SHOP AKIHABARA「AKB48のあんた、誰？」特別企画 ソロイベントを開催[12]。
- 12月、フィリピン・マニラ「60 Years of Philippines-Japan Friendship Celebration」に出演[13]。
- 12月、「TOYOTA presents AKB48チーム8 全国ツアー 〜47の素敵な街へ〜」にて地元・群馬での凱旋公演を行った[14]。

### 2017年
- 1月、「TOKYO IDOL PROJECT × @JAM　ニューイヤープレミアムパーティー 2017」に出演[15]。
- 5月、「MAXふくしま　AKB48 Team 8 ゴールデンウィーク トーク＆大抽選会」に参加[16]。
- 7月、テレビ朝日・六本木ヒルズ 夏祭りSUMMER STATION「SUMMER STATION　音楽ライブ」に出演[17]。
- 8月、「@JAM EXPO 2017」に出演[18]。
- 11月、劇団五反田タイガー舞台「花街花魁クロニクル」で舞台初出演[19]。
- 12月、「AKB48劇場 12周年特別記念公演」にて新組閣が発表され、2018年春より高橋チームB兼任となる[20]。

### 2018年
- 1月、東京の神田明神で執り行われた「AKB48グループ成人式」に出席[21]。
- 2月、「ふくしまFM HAPPY LOVE SMILEが吹く島キャンペーンAKB48 Team 8 ライブ 〜感謝感激桜咲け!!〜」出演[22]。
- 3月、とちぎテレビ特別番組「日光×会津×上州　歴史街道に想いをのせて」に出演[23]。
- 7月、横浜赤レンガパークで開催の「アイドル横丁夏まつり!!〜2018〜」に出演[24]。
- 7月、渋谷にて開催の「IDOL CONTENT EXPO @TSUTAYA O-EAST 〜夏休みだよ！アイドル大集合祭!!!〜」に出演[25]。
- 8月、Team8単独イベント「8月8日はエイトの日 夏だ！エイトだ！ピッと祭り 2018」に出演[26]。
- 8月、横浜アリーナで開催の「@JAM EXPO 2018」にTeam8として出演[27]。
- 9月、劇団五反田タイガー舞台「Casket〜深海から見える星〜」に主人公・乙姫役として舞台初主演[28]
- 11月、ベトナム・ハノイにて開催の「交通安全ベトナム「絆」駅伝2018 IN HANOI」に出演[29]。

### 2019年
- 1月、TOKYO DOME CITY HALLで開催の「AKB48チームB単独コンサート～女神は可愛いだけじゃない～」に出演[30]。
- 1月、TOKYO DOME CITY HALLで開催のAKB48チーム8 「Cutiesコンサート〜We are!! Cuties!〜」と「Everybodyコンサート〜Come On!! Everybody！〜」に出演[31]。
- 1月、台湾で開催の台湾最大の漫画アニメイベント「第7回 台北國際動漫節」と「SAMURAI GIRLS FESTIVAL 2019 WINTER in TAIPEI」に出演[32]。
- 2月、AKB48 CAFE & SHOP AKIHABARAにてソロイベント「Shimi’s Kitchen in AKBカフェ」を開催[33]。
- 3月、AKB48 CAFE & SHOP AKIHABARAにてソロイベント「Shimi’s Kitchen in AKBカフェ vol.2」を開催。
- 4月、「チーム8結成5周年記念コンサート in 河口湖ステラシアター 富士山麓エイト祭り 2019」に出演[34]。
- 4月、横浜市で開催の「AKB48グループ春のLIVEフェスin横浜スタジアム」に出演[35]。
- 5月、茨城県水戸市で開催の「茨城総合物産音楽フェスティバル2019」に出演[36]。
- 6月、福島県・道の駅国見あつかしの郷で開催の「くにみ道の駅大交流フェスタ」に出演[37]。
- 6月、AKB48 CAFE & SHOP AKIHABARAにてソロイベント「Shimi’s Kitchen in AKBカフェ vol.3」を開催[38]。
- 8月、お台場にて開催の「TOKYO IDOL FESTIVAL 2019」にチーム8選抜として出演[39]。
- 8月、大阪にて開催の「TOYOTA presents AKB48チーム8 全国ツアー〜47の素敵な街へ〜〈大阪府公演はエイトの日!グランキューブ祭り!2019〉」に出演[40]。
- 8月、横浜アリーナで開催の「@JAM EXPO 2019」にチーム8選抜として出演[41]。
- 12月、AKB48劇場にて開催の「AKB48劇場14周年特別記念公演 」に出演。[42]

### 2020年
- 1月、TOKYO DOME CITY HALLで開催の「AKB48単独コンサート〜15年目の挑戦者〜」に出演[43]。
- 2月、渋谷ストリームホールにて開催「AKB48新ユニットライブ祭り」に新ユニット「HoneyHarmony（ハニーハーモニー）」として出演[44]。
- 9月、神田名人文化交流館「HoneyHarmony〜ハニハモカフェオープン〜」に出演[45]。
- 10月、「TOKYO IDOL FESTIVAL オンライン」ステージ企画「第6回ミューコミプラスしゃべれる女王決定戦2020」に出演[46]。
- 11月、セントラル株式会社（現 ワイケーエージェント）へ事務所移籍[47]。
- 11月、SMALL WORLDS TOKYO アンバサダー就任[48]。
- 12月、朗読劇「グーとパーでチョキを出す」にヒロイン役で朗読劇初出演[49]。

### 2021年
- 5月、AKB48チーム8全国ツアー〜47の素敵な街へ〜ファイナル神奈川県公演＆AKB48単独コンサートに出演[50]。
- 6月、演劇×ライブ「AKB48 THE AUDISHOW」に出演[51]。
- 12月、「AKB48劇場16周年特別記念公演」にて新組閣が発表され、2022年4月より向井地チームA兼任への異動となる[52]。

### 2022年
- 1月、舞台「赤の女王2022」にリリィ役で主役（松田彩希とW主演）を演じる[53]。
- 6月、SHOWROOM企画「AKB48×『mini』誌面掲載イベント」にて、参加メンバー１6人中、ランキング1位に選ばれる[54]。
- 10月、SHOWROOM企画「AKB48 料理強化企画！クッキング選抜（候補生選出）」にて、参加メンバー61人中、ランキング1位に選ばれる[55]。
- 10月、BS-TBSドラマ「帰らないおじさん」ヒロイン・松永麗子役で、テレビドラマシリーズでは初レギュラー出演[56]。
- 10月、鉄道開業150年記念SL出発式にぐんま観光特使として参加する[57]。

### 2023年
- 3月19日、湯浅順司「その雫は、未来へと繋がる虹になる。」公演において、AKB48から卒業することを発表[58]。
- 4月末でのチーム8の活動休止に伴い、5月1日よりチームA専任のメンバーとなった[59]。
- 8月1日、AKB48劇場で行われた卒業公演をもってAKB48を卒業した[60]。

## 人物
- 中学時代は、バスケットボール部でキャプテンをしていた。
- 趣味は、料理、散歩、ドラマ・映画鑑賞、読書、カメラ[61]。
- 料理は調理師免許（国家資格）を取得するほど得意で[62]、ファン向けの料理イベントの開催や、「清水麻璃亜のシミズキッチンTV[63]」など料理番組への出演、AKB48の配信番組での料理対決企画では解説・審査を任されていた[64]。得意料理は天津飯、またオムライス専門店でアルバイトをしていたことがあり、オムライスも得意料理としている[65][66]。好きな食べ物は、ニンニク、餃子。短大の卒論テーマも餃子だった。SHOWROOM企画「AKB48 料理強化企画！クッキング選抜（候補生選出）」では、参加メンバー61人中、ランキング1位に選ばれた[55]。
- AKB在籍時の将来の夢は女優で[67]、在籍時より多数の舞台作品に意欲的に出演し、映像作品にも活躍の場を広げている。

### AKB48
- キャッチフレーズは「君は羊ですかー?（いいえ、馬です!）君と羊と馬と書いて群馬県から来ました清水麻璃亜です」。
- AKB48チーム8加入前からアイドルが好きで、AKB48元メンバーの佐藤亜美菜のファンであった[68]。
- チーム8選抜メンバーによるカップリング曲『ジタバタ』のパロディーMVを自ら編集し公開したり[69]、グッズのイラストデザインなども行った。
- MC/バラエティーに定評があり、AKB48のステージ・イベント・配信番組ではMCを任されることが多かった。TOKYO IDOL FESTIVAL オンラインステージ企画「第6回ミューコミプラスしゃべれる女王決定戦2020」にAKB48代表として出演した[46]。テレ朝チャンネル1「AKB48チーム8のあんた、ロケロケ!」では、バラエティー能力の高さから出演シーンがカットされることがほとんど無く、「撮れ高女」と呼ばれた[70]。
- AKB48で「家庭的な雰囲気を持つメンバー」を集めた新ユニット「HoneyHarmony（ハニーハーモニー）」にも所属しており、17LIVE「AKB48全員集合！17時間配信」[71]にて全メンバーによるアンケートで「将来いい奥さんになりそうなメンバー」に圧倒的第1位で選ばれた[72]。自称「みんなの嫁」[73]。

## AKB48での参加楽曲

### シングル選抜楽曲
- 「心のプラカード」に収録
  - 47の素敵な街へ - 「Team 8」名義
- 「希望的リフレイン」に収録
  - 制服の羽根 - 「Team 8」名義
- 「Green Flash」に収録
  - 挨拶から始めよう - 「Team 8」名義
- 「唇にBe My Baby」に収録
  - あまのじゃくバッタ - 「Team 8」名義
- 「翼はいらない」に収録
  - 夢へのルート - 「Team 8」名義
- 「ハイテンション」に収録
  - 星空を君に - 「Team 8 EAST」名義
- 「Teacher Teacher」に収録
  - 新しいチャイム - 「Team B」名義
- 「センチメンタルトレイン」に収録
  - “好き”のたね - 「SHOWROOM選抜」名義
- 「根も葉もRumor」に収録
  - 離れていても
  - 西高東低 - 「Team 8」名義
- 「元カレです」に収録
  - 臆病なナマケモノ - 「Team A」名義
- 「久しぶりのリップグロス」に収録
  - 運命の歌 - 「1st Generation」名義
- 「どうしても君が好きだ」に収録
  - サヨナラじゃない - 「Team 8」名義

### アルバムCD選抜曲
- 『ここがロドスだ、ここで跳べ!』に収録
  - へなちょこサポート - 「Team 8」名義
- 『0と1の間』に収録
  - 一生の間に何人と出逢えるのだろう - 「Team 8」名義

### 劇場公演ユニット曲
チーム8 1st Stage「PARTYが始まるよ」
- キスはだめよ

チーム8 2nd Stage「会いたかった」
- ガラスのI LOVE YOU
- 恋のPLAN
- 背中から抱きしめて
- リオの革命

外山大輔「ミネルヴァよ、風を起こせ」公演
- おしべとめしべと夜の蝶々

トップリード「君も8で泣こうじゃないか」公演
- この涙を君に捧ぐ

高橋朱里→岩立チームB「シアターの女神」公演
- キャンディー

湯浅順司「その雫は、未来へと繋がる虹になる。」公演
- キャンディー

## 出演

### イメージキャラクター
- 群馬県「ぐんま観光特使」（2015年4月-）[3]
- 群馬県献血推進ガール（2020年11月 - ）[4]
- SMALL WORLDS TOKYO 公式アンバサダー（2020年11月 - ）[48]

### 映画
- はじまりの森（2021年12月23日、泉原航一監督） - 麻里乃 役[74][75]

### テレビドラマ
- そこにあるBU・KI・MI season2 第9話（2020年3月2日、テレビ埼玉） - 渡瀬鞠 役[76]
- 嘘から始まる恋（2021年6月27日、日本テレビ）[77]
- 純喫茶に恋をして 名古屋編 第1話（2022年4月3日、フジテレビTWO・FOD） - ナナ 役[78]
- ADオグリの事件簿〜草津温泉ミステリー〜（2022年6月26日、テレビ東京）[79]
- 帰らないおじさん（2022年10月6日 - 12月8日、BS-TBS） - ヒロイン・松永麗子 役[80][81][56]
- スーパーのカゴの中身が気になる私（2023年7月23日 - 9月30日、中京テレビ） - 岡崎めぐみ 役[82]
- ROOM〜史上最悪の一期一会（2024年8月27日 - 9月24日、BS-TBS・BS-TBS 4K） - 荒川 役[83]
- Dr.アシュラ 第9話（2025年6月11日、フジテレビ） - 千手桃子 役[84]

### 配信ドラマ
- ドラマTHE SHOW TIME（2021年10月14日 - 27日、「THE SHOW TIME」公式Twitter） [85]
- 悪魔はそこに居る（2023年2月9日 - 3月30日、Paravi） - 片瀬由美 役[86]
- キカタン（2025年4月26日 - 、BUMP） - 主演・米田千秋 役[87]

### その他のテレビ番組
- 日光×会津×上州 歴史街道に想いをのせて（とちぎテレビ）[23]
- イブニング6Plus（2017年4月20日、とちぎテレビ）[88]
- 清水麻璃亜のシミズキッチンTV（とちぎテレビ）[63]
- カミナリのチャリ旅! シーズン4（2020年10月19日・26日、とちぎテレビ）[89]
- ジャンポケロード（2021年4月16日・23日、群馬テレビ）[90]
- 御社でインターンよろしいでしょうか？（2022年11月26日、BS-TBS）[91]
- 市町村てくてく散歩（2023年2月17日、千葉テレビ）[92]

### テレビアニメ
- ぐんまちゃん 第2話（2021年10月10日、TOKYO MXほか） - のーん 役[93][注 1]

### ラジオ
- FM GUNMA特別番組「ラジオエコツーリズム」（2017年6月27日、FM ぐんま）[94]
- ライナーノーツ（2017年2月6日、FMぐんま）[95]
- 渋谷演劇部（2018年2月26日、渋谷のラジオ）[96]
- ゴゴイチ（2019年2月11日、BSNラジオ）[97]
- FM栃木「トヨタレンタリース栃木 Presents 本田仁美ひぃといずおん 〜HITOMI HONDA HEAT IS ON〜」[98]
- TOKYO FMサンデースペシャル「東京女子物語〜AKB48 清水麻璃亜が歩く2021年の秋〜」（2021年11月7日、TOKYO FM）[99]

### メディア掲載
- 読売新聞オンライン連載「月間TEAM8＃カフェマリア」（2019年4月 - 2021年3月）[100]

### 舞台
- AKB48
  - 劇団れなっち「ロミオ＆ジュリエット」（2018年5月10日 - 12日、AiiA 2.5 Theater Tokyo） - 黒組：ティボルト 役[101]
  - AKB48 チーム8単独公演「Bee School」（2019年9月4日 - 13日、品川プリンスホテル クラブeX） - バメチ 役[102]
  - AKB48 チーム8単独公演「マジムリ学園 蕾-RAI-」（2021年3月27日 - 4月4日、天王洲 銀河劇場） - 五味玲菜 / 羅刹 役[103]
  - AKB48 チーム8単独公演「KISS 8」（キス バイ エイト）-8th Anniversary Special Performance-（2022年5月13日 - 22日、天王洲 銀河劇場） - 女王バチ 役[104]
- 劇団五反田タイガー
  - 2nd Stage「花街花魁クロニクル」（2017年11月1日 - 5日、新宿村LIVE） - 伽耶 役[19]
  - 3rd Stage「Funkyナース〜きばらんか！〜」（2018年3月14日 - 18日、新宿村LIVE） - 木下朱里 役[105]
  - 4th Stage「Casket〜深海から見える星〜」（2018年9月12日 - 17日、草月ホール） - 主演・乙姫 役[28]
  - 5th Stage「OH,MY GODDESS!!〜あなたが望むなら〜」（2019年1月16日 - 20日、博品館劇場） - サタン 役[106]
  - 6th Stage「花街花魁クロニクル」（2019年7月10日 - 15日、草月ホール） - 小桜 役[107]
  - 8th Stage「Refrain 〜でも、バイバイ！〜」（2020年9月30日 - 10月4日、草月ホール） - ぶーちゃん 役[108]
- 劇団TEAM-ODAC
  - 第27回本公演「小さな結婚式〜いつか、いい風は吹く〜」再演（2017年12月13日 - 17日、スペース・ゼロ） - 狭山つばめ 役[109]
  - 第32回本公演「小さな結婚式〜いつか、いい風は吹く〜」（2019年5月13日 - 17日、スペース・ゼロ） - 狭山つばめ 役[110]
  - 第35回本公演「岸和田少年愚連隊〜あの頃のハートは今もある〜（2020年 秋の陣）」（2020年11月15日 - 23日、スペース・ゼロ） - マイコ 役[111]
  - 第36回本公演「ダルマ (2021)」（2021年6月3日 - 8日、浅草花劇場） - 静音 役[112]
  - 第37回本公演 15周年記念公演「浦安鉄筋家族〜子ども大戦争〜」（2021年7月10日 - 18日、スペース・ゼロ） - ヒロイン・真壁日向 役[113]
- De-LIGHT
  - ミュージカル「THE SHOW TIME」（2021年10月23日 - 26日、池袋Mixalive Hallmixa） - 坂下美桜 役[114]
  - 「コミック探偵」（2022年3月30日 - 4月3日、シアターグリーン BIG TREE THEATER） - ナル 役[115]
  - ミュージカル「THE SHOW TIME 2nd STAGE」（2022年7月1日 - 10日、シアターグリーン BIG TREE THEATER） - 坂下美桜 役[116][117]
- ILLUMINUS
  - 「赤の女王2022」（2022年1月29日 - 2月6日、六行会ホール） - 主演・リリィ 役（松田彩希とW主演）[53]
  - 「TOKYO COL-CUL COMEDY〜世界は喜劇と色で溢れてる〜」（2022年7月22日 - 24日、東京カルチャーカルチャー）[118]
  - 「麗和落語 〜二〇二二冬の陣〜」（2022年11月3日 - 6日、武蔵野芸能劇場）[119]
- 山田ジャパン
  - 「とのまわり」（2023年10月4日 - 8日、シアター・アルファ東京） -ヒロイン・ 東子 役[120]
  - 「大渋滞 2024」（2024年9月19日 - 29日、赤坂RED/THEATER）[121]
  - 「ドラマプランニング」（2025年9月26日 - 10月5日〈予定〉、本多劇場）[122]
- その他の主催団体
  - Monkey Works「キンギンヒシャカク！〜乙女の一手〜」（2019年2月14日 - 16日、草月ホール） - ゲスト出演[123]
  - ACT朗読劇「グーとパーでチョキを出す」（2020年12月18日、オルタナティブシアター） - ヒロイン・ナカタニサキ 役[49]
  - 私の道しるべプロジェクトvol.2朗読劇「描き続ける白紙の先へ」（2021年4月9日・10日、シアター風姿花伝） - ヒロイン・雪 役[124]
  - LIVEDOG「Kiss Me You 〜がんばったシンプ―達へ〜」（2021年11月17日 - 21日、シアターサンモール） - ヒロイン・木村幸子 役[125]
  - サンライズプロモーション東京「観劇者（再）」（2022年5月4日 - 8日、シアターグリーン BIG TREE THEATER） - 林田未来 役[126][127]
  - 「”Le gai mariage” ル･ゲィ･マリアージュ〜愉快な結婚」（2023年3月31日 - 4月16日、六本木トリコロールシアター） - ヒロイン・エルザ 役[128]
  - RISU PRODUCE vol.28「笑いの神様へ」（2023年11月1日 - 5日、赤坂RED/THEATER） - ヒロイン・由美 役[129]
  - 東MAX presents 劇団FIRE HIP’S第14回公演 「コン・マン～79歳のクリスマス～」（2023年12月16日・17日、スクエア荏原 ひらつかホール）-ヒロイン・聖川聖ら 役[130][131]
  - ことのはbox 第21回公演「見よ、飛行機の高く飛べるを」（2024年3月28日 - 31日、東京芸術劇場）-主演・光島延ぶ 役[132]
  - 松竹・東京グローブ座「とんかつロック」（2024年4月19日 - 26日、大阪松竹座 / 5月4日 - 19日、新橋演舞場 / 5月23日 - 27日、御園座 / 6月1日・2日、本多の森北電ホール） - 村田友美・マリア 役[133]
  - 朗読劇「5分後に意外な結末」Vol.2 in YOKOHAMA（2025年3月7日・8日、横浜ランドマークホール）[134]

### 配信その他
- SHOWROOM公式スペシャル番組「シミズキッチンはらぺこぺこぺこSHOWROOM～ウソみたいな重大発表SP！」（2019年4月1日SHOWROOM）[135]
- スモールワールズ TOKYO公式配信番組「小さな国ちゃんねる」[136]
- AKB48全員集合！17時間配信（2021年9月19日、17LIVE） - 総合司会兼チームリーダー[71]
- ハニハモ♪パジャパごはん（2021年 - 不定期出演、cookpadLive）

### イベント
- AKB48 CAFE & SHOP AKIHABARA「AKB48のあんた、誰？」特別企画ソロイベント（2016年6月）[12]
- AKB48 CAFE & SHOP AKIHABARAソロイベント「Shimi’s Kitchen in AKBカフェ」（2019年2月）[33]
- AKB48 CAFE & SHOP AKIHABARAソロイベント「Shimi’s Kitchen in AKBカフェ vol.2」（2019年3月）
- AKB48 CAFE & SHOP AKIHABARAソロイベント「Shimi’s Kitchen in AKBカフェ vol.3」（2019年6月）[38]
- 神田名人文化交流館「HoneyHarmony〜ハニハモカフェオープン〜」（2020年9月）[45]
- SMALL WOELDS TOKYOソロイベント「マリパ!!! 〜ちょっと遅めのお誕生日会」（2021年12月）[137]
- 夜汽車鉄道開業百五十年号 出発式（2022年10月14日、高崎駅）[138]
- 東京カルチャーカルチャー「マリパ！25歳のお誕生日会」（2022年10月）[139]
- 二子玉川ライズ スタジオ&ホール　小田えりな＆清水麻璃亜 ファンミーティング「Erina&Maria Fan Meeting」（2023年6月）[140]
- 東京カルチャーカルチャー「マリパ〜ごぶさた！」（2023年10月）
- 二子玉川ライズ スタジオ&ホール　小田えりな＆清水麻璃亜 ファンミーティング「Erina&Maria Fan Meeting vol.2」（2024年2月4日）